# Crepis longipes
Crepis longipes är en mossdjursart som beskrevs av Jullien 1882. Crepis longipes ingår i släktet Crepis och familjen Chlidoniidae. Inga underarter finns listade i Catalogue of Life.